# Двойное убийство на горе Уктус
Убийство Натальи Кузнецовой и Ксении Солтановой произошло вечером 25 августа 2018 года.  Убийство оказалось одним из самых резонансных уголовных дел в Свердловской области, на поимку преступника ушло больше года. Им оказался инженер-конструктор завода имени М. Ю. Калинина Алексей Александров. Убийство было совершено с помощью кустарно доработанной пневматической винтовки. По результатам расследования были подготовлены изменения к законам, регламентирующим владение пневматическим оружием.
Около 21 часа 25 августа 2018 года 33-летний Алексей Александров достал из гаража пневматическую винтовку и поехал на велосипеде в сторону Уктуса. Поднявшись на склон, он надел прибор ночного видения и проверил исправность оружия, выстрелив несколько раз в дерево. Затем нашёл две цели, «удовлетворяющие требованиям программы „Возмездие“». Он подошёл и выстрелил обеим в голову по два раза, после чего выкинул мобильный телефон одной из девушек и оттащил тела. Нашли их на следующих день грибники.
Александров тщательно скрывал свои следы, из-за чего его искали больше года. На месте преступления он не оставил следов, а по записям с камер видеонаблюдения опознать его было невозможно. В ноябре 2018 матери убитых записали видеообращение с просьбой екатеринбуржцев помочь в раскрытии преступления. В феврале 2019 года следствие опубликовало психологический портрет убийцы. После того как Александр Бастрыкин дал месяц на раскрытие преступления, СКР опубликовал в качестве отвлекающего манёвра видео с мужчиной, которого назвали предполагаемым стрелком. Александрова нашли по его участию в оружейных форумах. Александров был арестован 9 декабря 2019 года
На допросе Александров признался, что убивал согласно программе «Возмездие», придуманной им в 1997 году из-за издевательств в школе. Весь полученный им «урон» он запоминал, к моменту убийства накопилось 4000 его единиц, что согласно придуманной им системе конвертировалось в 4 убийства. Было три способа извлечения урона — самоубийство, месть обидчикам и месть другим. Он выбрал третий вариант, хотя сам признавался, что при наличии огнестрельного оружия расстрелял бы одноклассников.
На суде преступник неоднократно просил прощения у матерей убитых и написал для них стихи. 29 сентября 2020 года суд приговорил Алексея Александрова к пожизненному заключению. В момент оглашения приговора подсудимый упал в обморок. Апелляция была отклонена. В июне 2021 года стало известно, что преступник был отправлен отбывать наказание в колонию «Полярная сова».

## В массовой культуре
- Документальный фильм «Вооружён и очень опасен» из цикла «По следу монстра» (2021)[7]